# Поляница (язовир)
Поляница е язовир с площ 0.58 км2, разположен в Община Търговище, област Търговище, България. Язовира се намира на 3 – 4 км югозападно от град Търговище, между вилна зона „Кованлъка“ и село Разбойна.
На 25 септември 2009 година в язовира е уловен рекорден шаран от 16 килограма и 200 грама, с дължина около метър.
Поляница е известен и с проведените през 1973—1974 год. мащабни археологически проучвания, при които изцяло е поучено едно от най-известните праисторичеси селища в България. То е проучено от проф. Хенриета Тодорова и е известно със своята специфична защитна система, състояща се от няколко рова и защитна палисада.  Селището е епоним на известната ранноенеолитна култура Поляница.
На платото над язовира са открити и останки от едно от най-ранните неолитни селища в Европа — селището Поляница-платото.